# کار داوطلبانه

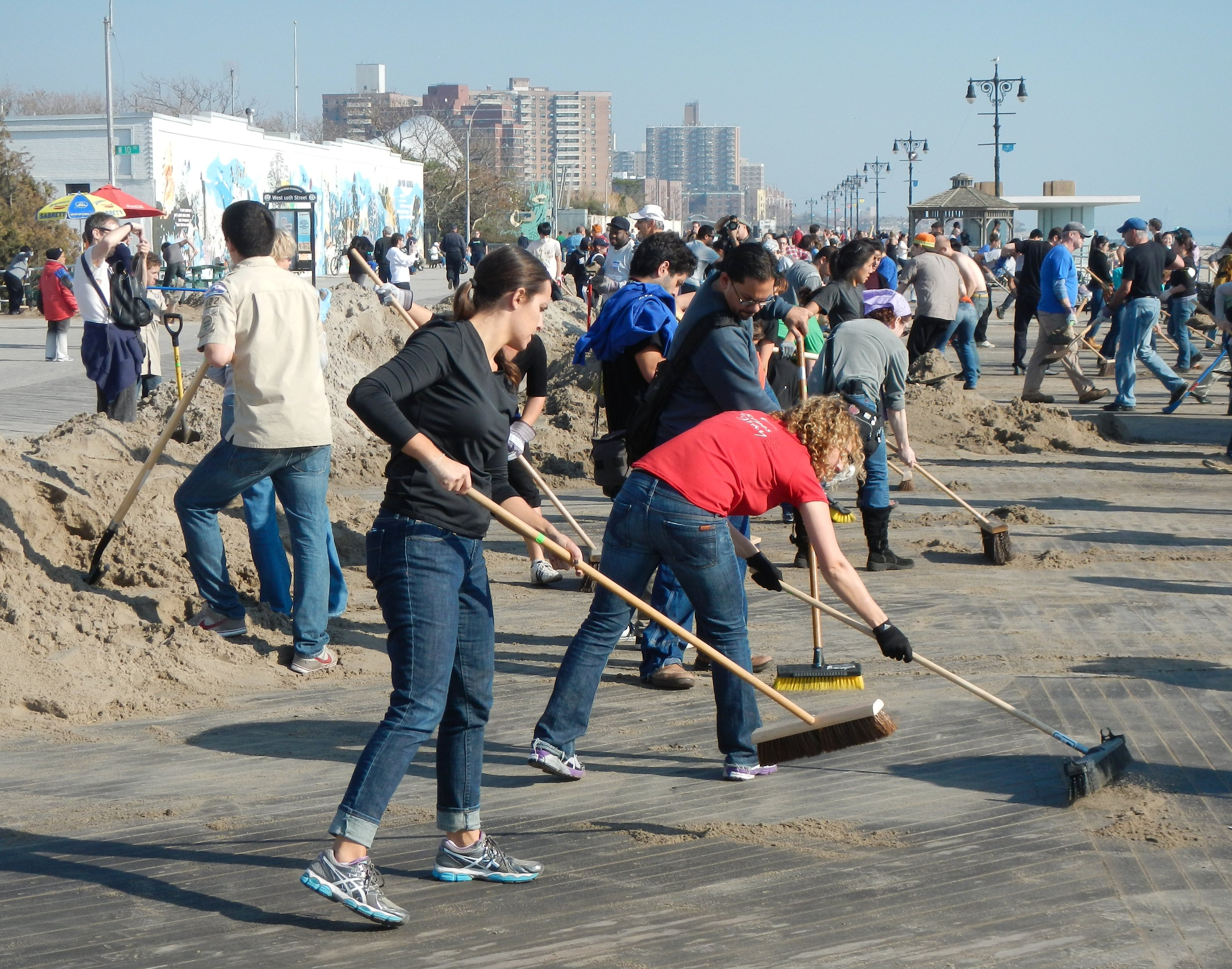
مردم عادی در حال شرکت در یک کار داوطلبانه

کار داوطلبانه عملی به انتخاب خود و اختیاری از سوی یک فرد یا گروه است که شامل کار کردن و وقت گذاشتن می‌شود و اغلب برای خدمات اجتماعی است.

## انواع

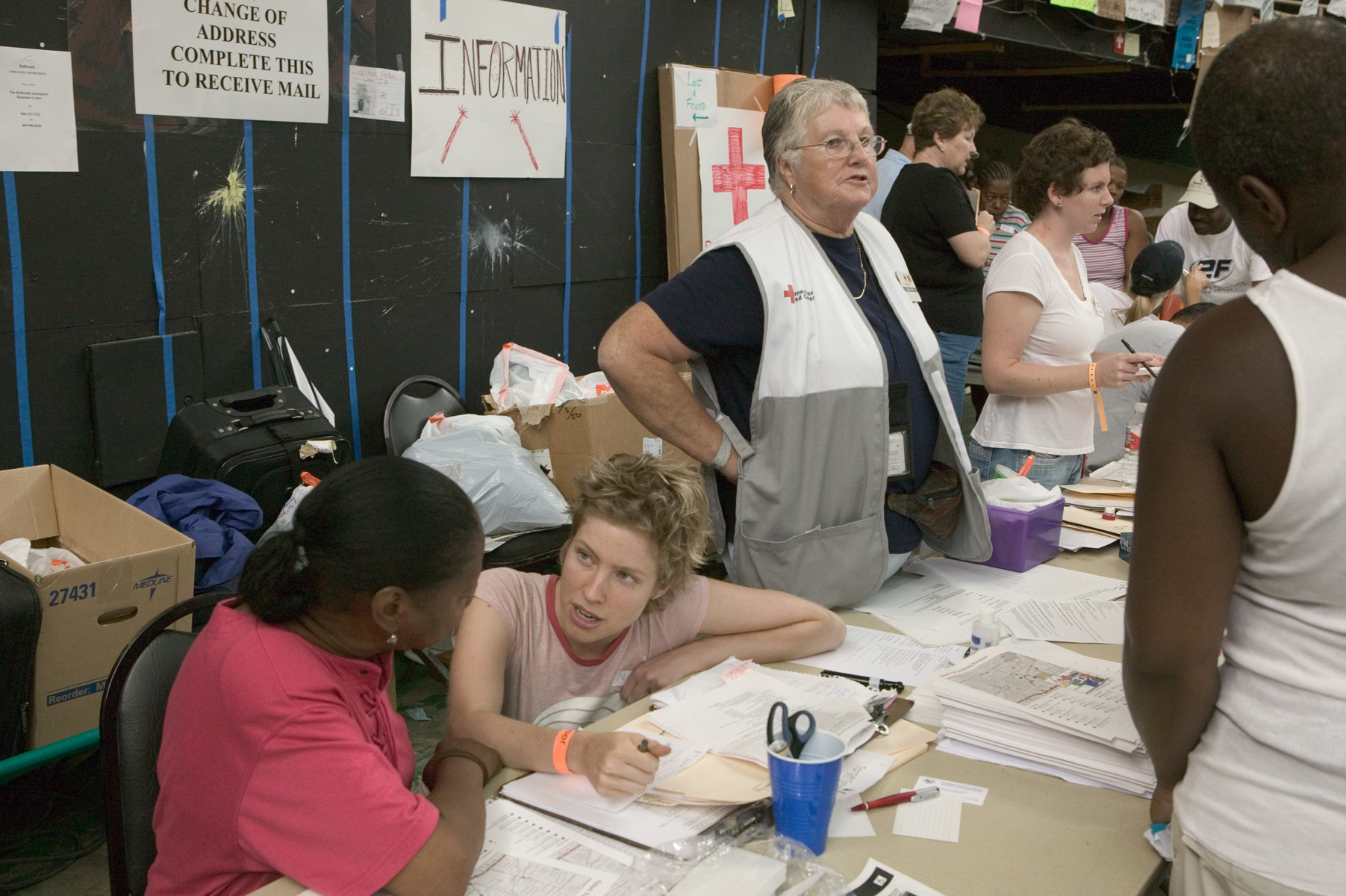
کار داوطلبانه از اقشار مختلف از میان مردم

### کار داوطلبانه مورد استفاده برنامه‌های یادگیری خدمت محور
بسیاری از مدارس در تمام مقاطع تحصیلی برنامه‌های یادگیری خدمت محور ارائه می‌دهند، که به دانش آموزان این امکان را می‌دهد تا از طریق کار داوطلبانه ضمن کسب اعتبار آموزشی به جامعه خدمت کنند.
طبق گفته الکساندر آستین در پیشگفتار کتاب جایگاه یادگیری در یادگیری خدمت محور کجاست؟ نوشتهٔ جانت ایلر و دوایت ای. گیلز، جونیور، «... ما در آموزش عالی، پذیرش گسترده‌تر یادگیری خدمت محور را ترویج می‌کنیم، چرا که آن را به عنوان یک وسیله قدرتمند برای آماده‌سازی دانش آموزان به منظور تبدیل شدن به والدین و شهروندانی با دقت و مسئولیت پذیری بیشتر می‌بینیم و کمک به دانشکده‌ها و دانشگاه‌ها برای انجام تعهدات خود برای «خدمت به جامعه». هنگام توصیف یادگیری خدمت محور، آموزش پزشکی هاروارد می‌گوید: «یادگیری خدمت محور، تحصیلات آکادمیک و خدمات داوطلبانه به جامعه را از طریق تقویت متقابل متحد می‌کند … یادگیری خدمت محور با رابطه‌ای همکاری گونه مشخص می‌شود: دانشجو از نهادهای خدمتی و جامعه می‌آموزد و در عوض، انرژی، هوش، تعهد، زمان و مهارت‌های خود را برای رفع نیازهای انسان و جامعه می‌بخشد.» به نظر می‌رسد داوطلب شدن در یادگیری خدمت محور نتیجه درگیر کردن ذهن و قلب است، بنابراین یک تجربه یادگیری قوی تر فراهم می‌کند. به گفته جانت ایلر و دوایت ای. گیلز، با این واقعیت که «... با جلب توجه دانش آموزان، رشد دانش آموزان را تقویت می‌کند …» موفق می‌شود. گرچه تحقیقات در مورد اثر بخشی یادگیری خدمت محور توسط همه به عنوان یک رویکرد قانونی شناخته نشده است، اما رشد بسیاری کرده است. جانت ایلر و دوایت ای. گیلز مطالعه ملی روی دانشجویان دانشگاه آمریکایی انجام دادند تا اهمیت برنامه‌های یادگیری خدمت محور را مشخص کنند. به گفته ایلر و گیلز، «این نظرسنجی‌ها، که قبل و بعد از یک ترم خدمات اجتماعی انجام می‌شود، تأثیر یادگیری خدمت محور بر دانشجویان را بررسی می‌کند.» آنها تجربه خود را از دانش آموزان مشغول به یادگیری خدمت محور، به این ترتیب توصیف می‌کنند: «دانش آموزان یادگیری خدمت محور را دوست دارند. وقتی با گروهی از دانشجویان به گفتگو می‌نشینیم و در مورد تجربیات یادگیری خدمات بحث می‌کنیم، اشتیاق آنها غیرقابل توصیف است. … روشن است که [دانش آموزان] معتقدند آنچه از یادگیری خدمت محور به دست می‌آورند از نظر کیفی با آنچه معمولاً از آموزش‌های سنتی تر به دست می‌آورند متفاوت است.»

### کارهای داوطلبانه زیست‌محیطی
کارهای داوطلبانه زیست‌محیطی به داوطلبانی اشاره دارد که به مدیریت یا حفاظت از محیط زیست کمک می‌کنند. داوطلبان فعالیتهای مختلفی از جمله نظارت بر محیط زیست، ترمیم اکولوژیکی مانند پوشش گیاهی مجدد و حذف علف‌های هرز، محافظت از حیوانات در معرض خطر و آموزش دیگران در مورد محیط طبیعی را انجام می‌دهند.